# Makruty
Makruty [pronunciación en polaco: /maˈkrutɨ/] (en alemán: Makrauten) es un pueblo ubicado en el distrito administrativo de Gmina Olsztynek, dentro del Condado de Olsztyn, Voivodato de Varmia y Masuria, en Polonia del norte. Se encuentra aproximadamente a 13 kilómetros al norte de Olsztynek y a 17 kilómetros al suroeste de la capital regional Olsztyn.
Antes de 1945, el área fue parte de Alemania (Prusia Oriental).